# Nervio subclavio
Se le llama nervio subclavio al pequeño filamento nervioso del plexo braquial que nace en el tronco superior desde el punto de unión de los nervios cervicales quinto y sexto.
Desciende hasta llegar al músculo subclavio delante del tercio de la arteria subclavia, en el tronco bajo del plexo, y comúnmente está anastomosado por un pequeño filamento con el nervio frénico.
- Datos: Q1781342